# Luzongråfågel
Luzongråfågel (Edolisoma coerulescens) är en fågel i familjen gråfåglar inom ordningen tättingar.

## Utseende och läte
Luzongråfågeln är en slank medelstor tätting med medellång näbb och stjärt. Hanen är helsvart med viss blå glans på rygg och hjässa. Honan är skiffergrå med svartaktigt på ansikte och stjärt. Honan liknar filippingråfågeln, men är större och mer enfärgat mörkgrå. Hanen skiljer sig från andra svartaktiga fåglar genom mörkt snarare än rött öga. Sången består av kraftfulla fallande visslingar, "tiuuuu!".

## Utbredning och systematik
Luzongråfågel delas in i tre underarter med följande utbredning:
- coerulescens – norra Filippinerna (låglänta delar av Luzon och Catanduanes)
- deschauenseei – Marinduque (norra Filippinerna)
- alterum – tidigare i Cebu (centrala Filippinerna), numera utdöd

Tidigare inkluderades arten i Coracina, men genetiska studier visar att Coracina i vidare bemärkelse är parafyletiskt i förhållande till Lalage och Campephaga.

## Status och hot
Arten har ett stort utbredningsområde, men tros minska i antal, dock inte tillräckligt kraftigt för att den ska betraktas som hotad. Internationella naturvårdsunionen IUCN listar arten som livskraftig (LC).